# Quando si vuole bene
Quando si vuole bene è il primo album live di Riccardo Cocciante. L'album è stato registrato nel corso del tour effettuato dal cantautore nel 1986.

## Tracce
Disco 1
1. Tu sei il mio amico carissimo – 3:22
2. Un buco nel cuore – 4:38
3. In bicicletta – 4:17
4. Sulla terra io e lei – 4:33
5. Primavera – 5:27
6. Cervo a primavera – 5:20
7. È passata una nuvola – 3:51
8. Il mare dei papaveri – 3:47
9. Celeste nostalgia – 4:19
10. Parole sante, zia Lucia – 5:16

Durata totale: 44:50
Disco 2
1. L'onda – 4:25
2. Un nuovo amico – 3:46
3. Due – 3:37
4. Poesia – 2:50
5. Sincerità – 3:38
6. Margherita – 5:36
7. Quando finisce un amore – 4:34
8. Io canto – 6:28
9. Questione di feeling – 4:10
10. Bella senz'anima – 4:16
11. Il soufflé con le banane – 4:18

Durata totale: 47:38

## Formazione
- Riccardo Cocciante - voce
- Carlo Pennisi - chitarra
- Dino D'Autorio - basso
- Michele Santoro - tastiera, chitarra acustica
- Agostino Marangolo - batteria
- Maurizio Lucantoni - tastiera
- Valerio Galavotti - sax, flauto
- I Chattanooga (Ezio Mazzola, Vittorio Fiorillo, Rossella Cassese, Daniela Cassese, Riki Graziano)- cori